# Рапото II (граф Ортенбурга)
Рапото II фон Ортенбург (нем. Rapoto II. von Ortenburg; ум. 19 марта 1231) — граф фон Крайбург с 1186 года, пфальцграф Баварии с 1208 года. Старший сын Рапото I.
Родился ок. 1170 года.
После смерти отца (1186 год) вступил в наследство вместе с братом — Генрихом I. Братья старались расширить свои владения всеми способами — от покупки до прямого захвата (в 1190 году они захватили земли Массингеров и Редингеров).
В 1188 году Рапото II и Генрих I унаследовали графство Зульцбах. Вскоре после этого братья разделили свои владения. Рапото II получил графство Крайбург-Марквартштайн и сеньории в Роттале и Роттахгау.
В 1208 году лишился должности пфальцграф Баварии Оттон VIII — убийца короля Филиппа Швабского. Были наказаны как его сообщники графы фон Андекс. Пфальцграфство Баварии получил Рапото II, ему же достались владения фон Андексов в Нойбурге.
В 1217 году он унаследовал владения рода Грисбах-Ваксенберг.

## Семья
Жена — Удильхильда, дочь графа Альберта фон Диллинген. Дети:
- Рапото III (ум. 1248), пфальцграф Баварии.
- Елизавета (ум. 29 декабря 1274), муж — Фридрих II, ландграф фон Лёйхтенберг.
- дочь, муж — Людвиг IV, граф фон Эттинген.

Возможно, сыном Рапото II был также Фридрих III (ум. 4 августа 1239), с 1231 пробст монастыря Берхтесгаден.